# Galahad

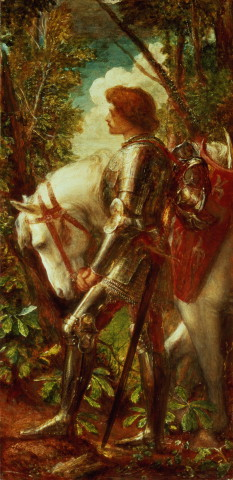
En illustration som föreställer Galahad, målad av George Frederic Watts.

Galahad är en själsren gestalt i Frankrikes och Englands keltiska mytologi, son till Lancelot och Elaine.
I sökandet efter den heliga Graal efterträdde Galahad Perceval som den ende som var tillräckligt själsren för att träda i Graals närhet. Under medeltiden utvecklades Galahad till ett fromhetsideal som alla kristna hjältar skulle eftersträva. I sägnerna om honom framträder alla andra gestalter som tyngda av olika svagheter. 